# Jean-François Canape
Jean-François Canape (* 1. Dezember 1945 in Paris; † 17. Oktober 2012) war ein französischer Jazztrompeter (auch Flügelhorn, gelegentlich auch Bassflöte).

## Leben
Canape wirkte ab 1972 in der französischen Jazzszene, zunächst in der Machi Oul Big Band des chilenischen Pianisten Manuel Villarroel und vor allem im Cohelmec Ensemble mit François Méchali, Joseph Dejean und Jean-Louis Méchali, dem er zehn Jahre angehörte und mit dem er auf dem Montreux Jazz Festival 1972 auftrat. Ab 1984 spielte er im Oktett von André Jaume, dann mit Gérard Marais, Dave Liebman und Jacques Mahieux. Des Weiteren arbeitete er mit der Lyoner Musikerkooperative Association à la Recherche d’un Folklore Imaginaire (Arfi) und führte seit 1987 mit deren Musikern das Projekt Potemkine auf, bei dem live zum Stummfilm Panzerkreuzer Potemkin gespielt wurde. International bekannt wurde er mit dem Orchestre National de Jazz unter der Leitung von Claude Barthélémy (Claire, Jack-Line Label Bleu, 1989 bzw. 1991). Als Interpret zeitgenössischer klassischer Musik trat er mit der lothringer Philharmonie auf; auch präsentierte er eigene Kompositionen auf dem Festival Banlieues bleues und verfasste gemeinsam mit Jean-Marie Maddedu die Jazz-Oper Bobo (1993).
Im Jahr 1994 legte er sein einziges Album unter eigenem Namen, K.O.N.P.S. vor; bei diesem Trio, das auch in Deutschland gastierte, wirkten  Michel Godard und Jacques Mahieux mit. Canape wirkte von 1974 bis 1999 bei 24 Aufnahmesessions im Bereich des Jazz mit, u. a. bei Produktionen von Didier Levallet, André Jaume (A Portrait of Jimmy Giuffre 1998), Claude Tchamitchian und Sylvain Kassap mit. Auch war er an der Einspielung von Filmmusiken für Cédric Klapisch (Kleine Fische, große Fische, 1992) und Bertrand Tavernier (Es beginnt heute, 1999) beteiligt.

## Lexikalische Einträge
- Philippe Carles, André Clergeat, Jean-Louis Comolli: Nouvelle dictionnaire du jazz. Paris 2011.